# Eddie Gustafsson
Douglas Edward Alexander Gustafsson McIntosh, mer känd som Eddie Gustafsson, född den 31 januari 1977 i Philadelphia, är en före detta svensk fotbollsmålvakt.

## Klubbkarriär
Gustafsson började spela för IFK Stockholm och gick sedan vidare till IFK Norrköping. 2002–2004 spelade han för Molde FK, därefter för Hamarkameratene under ett års tid. 2005 skrev han kontrakt för FC Lyn i Oslo.  Efter säsongen 2008 lämnade han Lyn för FC Red Bull Salzburg.
I en seriematch mot LASK Linz 18 april 2010 bröt Gustafsson sitt vänstra skenben och vadben efter en hård stämpling av Lukas Kragl. Under sin skadefrånvaro skrev Gustafsson på ett nytt kontrakt som sträcker sig till 2015. Han gjorde sin comeback i en vänskapsmatch mot Spartak Moskva 20 januari 2011.
Gustafsson avslutade sin karriär 2014.

## Internationellt
Eddie Gustafsson gjorde sin landslagsdebut 31 januari 2000 i en 1-0-vinst mot Danmark. Till EM 2004 och EM 2008 var Gustafsson reserv på hemmaplan.